# 18839 Whiteley
18839 Whiteley è un asteroide della fascia principale. Scoperto nel 1999, presenta un'orbita caratterizzata da un semiasse maggiore pari a 2,9821551 UA e da un'eccentricità di 0,0802824, inclinata di 10,59483° rispetto all'eclittica.